# یواس‌اس پی‌جی‌ام-۱۷
یواس‌اس پی‌جی‌ام-۱۷ (به انگلیسی: USS PGM-17) یک زیردریایی بود که طول آن 173 feet, 8 inches بود. این زیردریایی در سال ۱۹۴۴ ساخته شد.